# Jacques Crétineau-Joly
Pour les articles homonymes, voir Joly.
Jacques Augustin Marie Crétineau-Joly, né à Fontenay-le-Comte (Vendée) le 23 septembre 1803 et mort à Vincennes (Seine) le 1er janvier 1875, est un publiciste ultramontain français.

## Biographie
Élève au  séminaire de Saint-Sulpice, il abandonna sa formation en théologie catholique au bout de trois ans par doute sur sa vocation ; tout juste tonsuré, il n'avait encore que vingt ans. Les pères lui confièrent le cours de philosophie du collège de Fontenay-le-Comte, mais il plaida une santé déficiente pour interrompre cette activité. Il se fit en 1823 secrétaire du nouvel ambassadeur de France à Rome, le duc de Laval-Montmorency. Là, il s'essaya à la poésie profane (« Chants romains », 1826) puis religieuse (« Les trappistes », 1828 ; « Inspirations poétiques », 1833), avant de se rendre à l'évidence : sa voie serait décidément la prose. Vendéen par ses origines, il prit le parti des légitimistes et défendit la Compagnie de Jésus et le pape Pie IX, il contribue à l'historiographe de la Compagnie de Jésus.

## Thèses
Le document La Formation permanente de la Alta Vendita attribué aux Carbonari présente un plan d'infiltration et de corruption de l'Église catholique.  Selon Crétineau-Joly, ces papiers seraient  tombés entre les mains du pape Grégoire XVI et c'est à  la requête du pape Pie IX qu'il les publie dans son ouvrage[réf. nécessaire] : L'Église romaine en face de la Révolution.

## Citation sur la tolérance et l'apathie
En 1845, Crétineau-Joly publie le livre Histoire religieuse, politique et littéraire de la Compagnie de Jésus en six tomes. Il a écrit son livre en faveur des catholiques Jésuites, c’est-à-dire la Compagnie de Jésus, rétablie en 1814. Au milieu du tome 2, Crétineau-Joly accuse les méthodes politico-religieuses de la reine d’Angleterre Elisabeth Ire, à la fin du XVIe siècle. La reine protestante est âgée et Crétineau-Joly commente ses actions dynamiques : « L’âge ne lui donna ni la tolérance ni l’apathie, dernier attribut des souverains qui voient l’existence leur échapper. »

Le journaliste Alexandre Thomas écrira aussitôt une critique négative sur ce texte de Crétineau-Joly, dans le Journal des débats politiques et littéraires du 2 mai 1845. Et il traduira l’accusation de Crétineau-Joly contre Elisabeth Ire par une formule générale :

« La tolérance et l’apathie ce sont les derniers attributs des souverains qui voient l’existence leur échapper »

## Histoire de la guerre de Vendée
Auteur contre-révolutionnaire,  il fut spécialiste et l'auteur de plusieurs ouvrages sur la guerre de Vendée,,, après la Révolution de Juillet il fut le fondateur du journal légitimiste Le Vendéen. De 1834 a 1837 il rédigea L'Hermine de Nantes, puis la Gazette du Dauphiné et dirigea L'Europe monarchique.
Pour l'historien Alain Gérard, Jacques Crétineau-Joly est un « écrivain profond autant que partisan, et qui a le sens de la formule » et « qui non seulement ne cite pas ses sources mais qui, selon la mode du temps, ne s'embarrasse pas d'en inventer, pourvu qu'elles fassent vrai ».
Pour Jacques Hussenet, en publiant son Histoire de la Vendée militaire en 1841 et 1842, Jacques Crétineau-Joly donne « à la Vendée blanche l'œuvre la plus représentative du demi-siècle. [...] Salué par Chateaubriand, par la marquise de La Rochejaquelein et les Bourbons en exil, l'ouvrage recueille l'assentiment de la quasi-totalité des insurgés encore en vie et des héritiers moraux des Blancs. Originaire de Fontenay-le-Comte et journaliste légitimiste, son auteur affiche ouvertement son aversion pour la république et son mépris pour l'orléanisme et le bonapartisme, « formes bâtardes », selon lui, de la Révolution. [...] Les talents de polémistes de l'auteur ne font pourtant pas oublier que ce dernier a pris la peine de réunir une documentation impressionnante et qu'en ce domaine, il précède Michelet dont par ailleurs il se rapproche par l'affirmation d'un ego exacerbé ». Dans son ouvrage, Crétineau-Joly « rejette en bloc la Révolution, qui est assimilée à une entreprise de destruction. [...] Il multiplie les descriptions d'horreurs commises par les Bleus. [...] Cette litanie macabre a vraisemblablement incité Michelet et Louis Blanc à pratiquer la surenchère antivendéenne que l'on sait ». Hussenet conclut que « La personnalité de Jacques Crétineau-Joly est si écrasante qu'aucune œuvre contre-révolutionnaire de son envergure ne verra le jour avant un tiers de siècle ».

## Publications
- Avec Louis Blanc, La Contre-révolution, partisans, vendéens, chouans, émigrés 1794-1800.
- Chants romains, 1826 lire en ligne sur Gallica.
- Inspirations poétiques, 1829.
- Charette, drame politique. Poésies vendéennes et mélanges, 1833 lire en ligne sur Gallica.
- 1793, 1815, 1832, épisodes des guerres de la Vendée, précédés d'un tableau historique de cette contrée depuis la révolution de Juillet, 1834.
- Histoire des généraux et chefs vendéens, 1838.
- Un fils de pair de France, 1839.
- Histoire de la Vendée militaire, 4 vol., 1840-1842 t. 3 sur Google Livres t. 4 sur Google Livres.
- Histoire des traités de 1815 et de leur exécution, publiée sur les documents officiels et inédits, 1842 //books.google.com/books?id=yliFwIEMGvAC .
- Histoire religieuse, politique et littéraire de la Compagnie de Jésus, composée sur les documents inédits et authentiques, 6 vol., 1845-1846 t. 1 sur Google Livres t. 2 sur Google Livres t. 4 sur Google Livres t. 6 sur Google Livres.
- Clément XIV et les Jésuites, 1847 (lire en ligne).
- Défense de Clément XIV et réponse à l'abbé Gioberti, 1847 (lire en ligne).
- Histoire du Sonderbund, 2 vol., 1850 t. 1 sur Google Livres t. 2 sur Google Livres.
- Scènes d'Italie et de Vendée, 1853 (lire en ligne).
- Le Pape Clément XIV, lettre au Père Augustin Theiner, 1853.
- Le Pape Clément XIV, seconde et dernière lettre au Père Augustin Theiner, 1853.
- L'Église romaine en face de la Révolution, 2 vol., Henri Plon, Paris, 1859, t. I sur Google Livres t. II sur Google Livres.
- Simples récits de notre temps, 1860 lire en ligne sur Gallica
- Histoire de Louis-Philippe d'Orléans et de l'Orléanisme, 2 vol., 1862-1863 ; 1895 t. 1 sur Gallica t. 2 sur Gallica.
- Mémoires du cardinal Consalvi, avec une introduction et des notes, par Jacques Crétineau-Joly, 2 vol., 1864 lire en ligne sur Gallica.
- Histoire des trois derniers princes de la maison de Condé : prince de Condé, duc de Bourbon, duc d'Enghien, d'après les correspondances originales et inédites de ces princes, 2 vol., 1867, t. 1 sur Google Livres t. 2 sur Google Livres.
- Bonaparte, le Concordat de 1801 et le cardinal Consalvi, suivi des deux lettres du P. Theiner sur le pape Clément XIV, 1869.